# Arrondissement Wissembourg
Das Arrondissement Wissembourg war ein Verwaltungsbezirk im Département Bas-Rhin in der französischen Region Elsass mit zuletzt 68.299  Einwohnern (Stand 1. Januar 2012) auf einer Fläche von 598 km². Mit der Auflösung des Arrondissements entstand am 1. Januar 2015 das Arrondissement Haguenau-Wissembourg. Sitz der Unterpräfektur war Wissembourg, letzte Unterpräfektin war Magali Daverton (2008 bis 2014).

## Geschichte
Am 4. März 1790 wurde mit der Gründung des Départements Bas-Rhin auch ein Distrikt Wissembourg gegründet, der im Wesentlichen mit dem späteren Arrondissement Wissembourg übereinstimmte. Der Distrikt wurde mit der Gründung der Arrondissements am 17. Februar 1800 in das neue Arrondissement Wissembourg überführt.
Seit 18. Mai 1871 war der Name des Gebietes Kreis Weißenburg im Bezirk Unterelsass im Reichsland Elsass-Lothringen. Der Kreis umfasste damals 603 km² und hatte 1885 58.270 Einwohner. Kreisdirektor in dieser Zeit war vom 1. Februar 1872 bis November 1886 Joseph von Stichaner.
Das Arrondissement lebte im Zuge der Wiedereingliederung des Elsass nach Frankreich am 28. Juni 1919 (Vertrag von Versailles) wieder auf.
Am 1. Januar 2015 wurden die Arrondissements Haguenau und Wissembourg zum neuen Arrondissement Haguenau-Wissembourg zusammengeschlossen.

## Geografie
Das Arrondissement grenzte im Norden an Deutschland mit dem ehemaligen Regierungsbezirk Rheinhessen-Pfalz, im Osten ebenfalls an Deutschland mit dem Regierungsbezirk Karlsruhe und im Süden und Westen an das Arrondissement Haguenau.

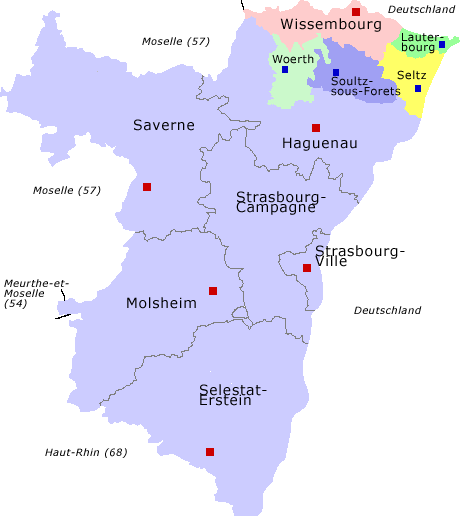
Karte des Arrondissements Wissembourg mit Verwaltungsgliederung und Lage im Département Bas-Rhin

Im Arrondissement gab es fünf Wahlkreise:
- Lauterbourg
- Seltz
- Soultz-sous-Forêts
- Wissembourg
- Wœrth

## Gemeinden
Zum Arrondissement Wissembourg gehörten insgesamt 68 Gemeinden, die größte Gemeinde des Arrondissements war im Jahr 2012 Wissembourg mit 7757 Einwohnern.